# Rainer Litten
Rainer Litten (* 19. April 1940 in Halberstadt) ist ein deutscher Jurist, ehemaliger Richter, Ministerialbeamter und Staatssekretär in Niedersachsen und Mecklenburg-Vorpommern.

## Biografie
Rainer Litten absolvierte von 1960 bis 1965 ein Studium der Philosophie und der Rechtswissenschaften an den Universitäten Marburg, Hamburg und Göttingen, sowie 1965/66 an der Universität Paris. Nach Promotion und zweitem juristischen Staatsexamen 1969 trat er in den Staatsdienst des Landes Niedersachsen ein.
Bei der Kommunalwahl am 3. Oktober 1976 wurde er für die SPD für fünf Jahre in den damaligen Kommunalverband Großraum Hannover gewählt.
1993 wurde er zum Präsidenten des Landgerichts Braunschweig ernannt, bis er 1996 als Staatssekretär ins niedersächsische Justizministerium wechselte. Dort war er sieben Jahre in den Kabinetten Schröder, Glogowski und Gabriel unter den Ministern Heidrun Merk, Wolf Weber und Christian Pfeiffer tätig.
Nach der Landtagswahl 2003 wechselte er als Staatssekretär in das Justizministerium von Mecklenburg-Vorpommern, später in das Ministerium für Soziales und Gesundheit (beide in den Kabinetten Ringstorff, geführt von Erwin Sellering).
Einer der Schwerpunkte seiner Tätigkeit war die Aufklärung über den Umgang der Nachkriegsjustiz mit den Verbrechen des Nationalsozialismus.
Von Januar 2017 bis Oktober 2022 war er der 1. Vorsitzende des Fördervereins der Gedenkstätte Ahlem.

## Veröffentlichungen
- Politisierung der Justiz, Hoffmann und Campe, 1971. ISBN 978-3-455-04462-1

- Absage an den Staat? , in: Recht und Politik: Vierteljahreshefte für Rechts- und Verwaltungspolitik Vol. 42, 2006.

- Einschränkung rechtsextremer Handlungsräume, in: Strategien der extremen Rechten, hrsg. Von Stephan Braun, Alexander Geisler und Martin Gerster, 2009. ISBN 978-3-658-01984-6

- Politikmüdigkeit und Rechtsextremismus: was hilft?, in: Recht und Politik: Vierteljahreshefte für Rechts- und Verwaltungspolitik Recht und Politik, Vol. 45, 2009.

- Die streitbare Demokratie auf dem Prüfstand, in: Recht und Politik: Vierteljahreshefte für Rechts- und Verwaltungspolitik Vol. 46, 2010.

- Verfassung des Landes Mecklenburg-Vorpommern: Handkommentar (in 2. Aufl. gemeinsam hrsg. mit Claus Dieter Classen und Maximilian Wallerath), Nomos 2015. ISBN 978-3-8487-0561-0

## Veröffentlichte Reden (Auswahl)
- Justiz im Nationalsozialismus, 2000.
- ... am 11. April 1945 befreit das Strafgefängnis Wolfenbüttel und die Justiz im Nationalsozialismus, 2001.[4]
- Das „gesetzliche Unrecht“ der NS-Justiz und die Bedeutung der demokratischen Rechtsordnung, 2001.[5]
- Das Unrecht der NS-Justiz und wie wir darauf reagieren, 2002.[6]